# Imad Eddine Mellouli
Imad Eddine Mellouli (en arabe : عماد الدين ملولي) est un footballeur algérien né le 22 août 1985 à Sétif. Il évoluait au poste de défenseur central.

## Biographie
Il évolue en première division algérienne avec les clubs du NA Hussein Dey et du MC El Eulma.
Il dispute 79 matchs en inscrivant deux buts en Ligue 1.

## Palmarès
MC El Eulma
- Championnat d'Algérie D2 (1) :
  - Champion : 2007-08.